# Hrnčířův mlýn
Hrnčířův mlýn v Českém Meziříčí v okrese Rychnov nad Kněžnou je vodní mlýn, který stojí na řece Dědina východně od kostela svaté Kateřiny u cukrovaru. Od roku 2019 je chráněn jako nemovitá kulturní památka České republiky.

## Historie
Mlýn je zmíněn roku 1598 v urbáři opočenského panství, kdy si jej pronajímal mlynář Pavel Šnorař. Po zrušení poddanství jej koupil roku 1848 za 8 000 zlatých František Šefelín a od něj roku 1862 Jan Hrnčíř ze Lhoty u Nahořan za 22 000 zlatých. Rodina Hrnčířova vlastnila mlýn ještě v 50. letech 20. století, kdy se v něm přestalo mlít.
Koncem června 2017 byla schválena demolice mlýna. Podařilo se však zahájit jednání o jeho prohlášení za kulturní památku a převod na Společnost ochránců památek ve východních Čechách, která započala práce na jeho záchraně.

## Popis
Kamenné zdivo stavby je silné až 1 metr, střecha byla původně kryta šindelem. Mlýn měl tři vodní kola, z nichž jedno sahalo údajně až do patra. V 70. letech 19. století bylo změněno jeho technologické složení z obyčejného na umělecké. Dochované technologické vybavení pochází z konce 19. až první třetiny 20. století; této době odpovídá také konstrukce střechy s vaznicovým krovem.
Přízemí mlýna vyzděné z opukového lomového zdiva pochází pravděpodobně z poloviny 18. století, kdy byly provedeny také valené klenby s pětibokými výsečemi v obytné části mlýna. V interiéru obytné části se dochovaly prvky z 1. poloviny 20. století, například koupelna s historickými bateriemi, splachovací záchod s plechovou nádrží nebo skříňový mrazák.
Kolmo k podélnému průčelí mlýna přiléhá z cihel vyzděný přístavek z počátku 20. století pro Francisovu turbínu, který nahradil krytou dřevěnou lednici s vantroky. Pod ním protékal mlýnský náhon.